# Villemoutiers
Villemoutiers è un comune francese di 503 abitanti situato nel dipartimento del Loiret nella regione del Centro-Valle della Loira.

## Società

### Evoluzione demografica
Abitanti censiti